# Dấu gạch ngang
Dấu gạch ngang (–) là một dấu câu có hình dạng tương tự dấu gạch nối và dấu trừ nhưng khác với các ký hiệu này về chiều dài và trong một số phông chữ, chiều cao trên đường cơ sở.

## Kí hiệu và công dụng
Dấu gạch ngang được dùng trong đầu mục liệt kê, cụm liên danh, liên số, đánh dấu phần chú thích, đánh dấu lời nói trực tiếp của nhân vật. Giữa nó và các từ, tiếng khác phải có dấu cách (khoảng trắng) ở hai bên.
Lưu ý dấu gạch ngang rất dễ nhầm lẫn với dấu gạch nối, kí hiệu (-). Dấu gạch nối không phải là dấu câu, ngắn hơn dấu gạch ngang, không có dấu cách giữa nó với các tiếng khác trong từ phiên âm có nhiều tiếng và dữ liệu ngày giờ. Một số ví dụ dùng dấu gạch nối như: Lê-nin, Ê-đi-xơn, Ma-ri Quy-ri, 31-01-2020.
Cách phân biệt nhận biết nhưng rất ít được để ý là giữa dấu gạch nối và chữ cái sẽ không có dấu cách (khoảng trắng), còn giữa dấu gạch ngang và chữ cái thì có dấu cách. Ví dụ: văn-thể-mỹ (dấu gạch nối), văn hóa – giáo dục (dấu gạch ngang)

## Một số ví dụ
Các công dụng của dấu gạch ngang:
- Dùng để liệt kê (dấu gạch ngang được đặt ở đầu dòng)
Ví dụ: Danh sách học sinh lớp 1A:
– Nguyễn Văn A
– Trần Thị B
– Phan Ngọc C
- Đánh dấu lời nói trực tiếp của nhân vật
Ví dụ:
Bà hỏi:
– Cháu tên gì?
– Thưa bà, cháu tên A ạ! – A trả lời.

- Đánh dấu bộ phận chú thích, giải thích trong câu (dấu gạch ngang được đặt ở giữa câu)
Ví dụ: Sầm Sơn – một thành phố biển tuyệt đẹp của tỉnh Thanh Hóa.

- Nối các từ nằm trong một liên danh
Ví dụ: Chuyến xe Hà Nội – Hải Phòng sắp khởi hành.

- Đặt giữa hai con số ghép lại để chỉ một liên số hoặc một khoảng số
Ví dụ:
Hồ Chí Minh (1890–1969)
Trong giai đoạn 1945–1975, gia đình tôi bị chia cắt.

- Để chỉ sự ngang hàng trong quan hệ
Ví dụ: Mối quan hệ láng giềng hữu nghị Việt – Lào,...

Một số tên địa danh ở Việt Nam sử dụng dấu gạch ngang: Bà Rịa – Vũng Tàu, Phan Rang – Tháp Chàm, Quảng Nam – Đà Nẵng, Gia Lai – Kon Tum.